# Despertar de la Nación
Þjóðvaki (a veces transcrito como Thjódvaki, en islandés Despertar de la Nación) fue un partido político islandés de izquierda fundado en 1993. Entre sus fundadores se encontraba Jóhanna Sigurðardóttir después de perder una elección interna por el liderazgo del Partido Socialdemócrata. En las elecciones parlamentarias de 1995 consiguió el 7,2% de los votos y cuatro escaños. En las elecciones de 1999 formó una coalición con el Partido Social Demócrata, la excomunista Alianza Popular y la feminista Lista de las Mujeres. En 2000 se fusionó formalmente con estos partidos para formar la Alianza Socialdemócrata.

## Resultados electorales
| Resultado de las elecciones al Alþingi | Resultado de las elecciones al Alþingi | Resultado de las elecciones al Alþingi | Resultado de las elecciones al Alþingi |
| Año                                    | Votos                                  | %                                      | Escaños                                |
| -------------------------------------- | -------------------------------------- | -------------------------------------- | -------------------------------------- |
| 1995                                   | 11 806 (#5)                            | 7,15                                   | 4/63                                   |

- Datos: Q1166996